# Godnje
Godnje – wieś w Słowenii, w gminie Sežana. W 2018 roku liczyła 89 mieszkańców.